# Menapiusok

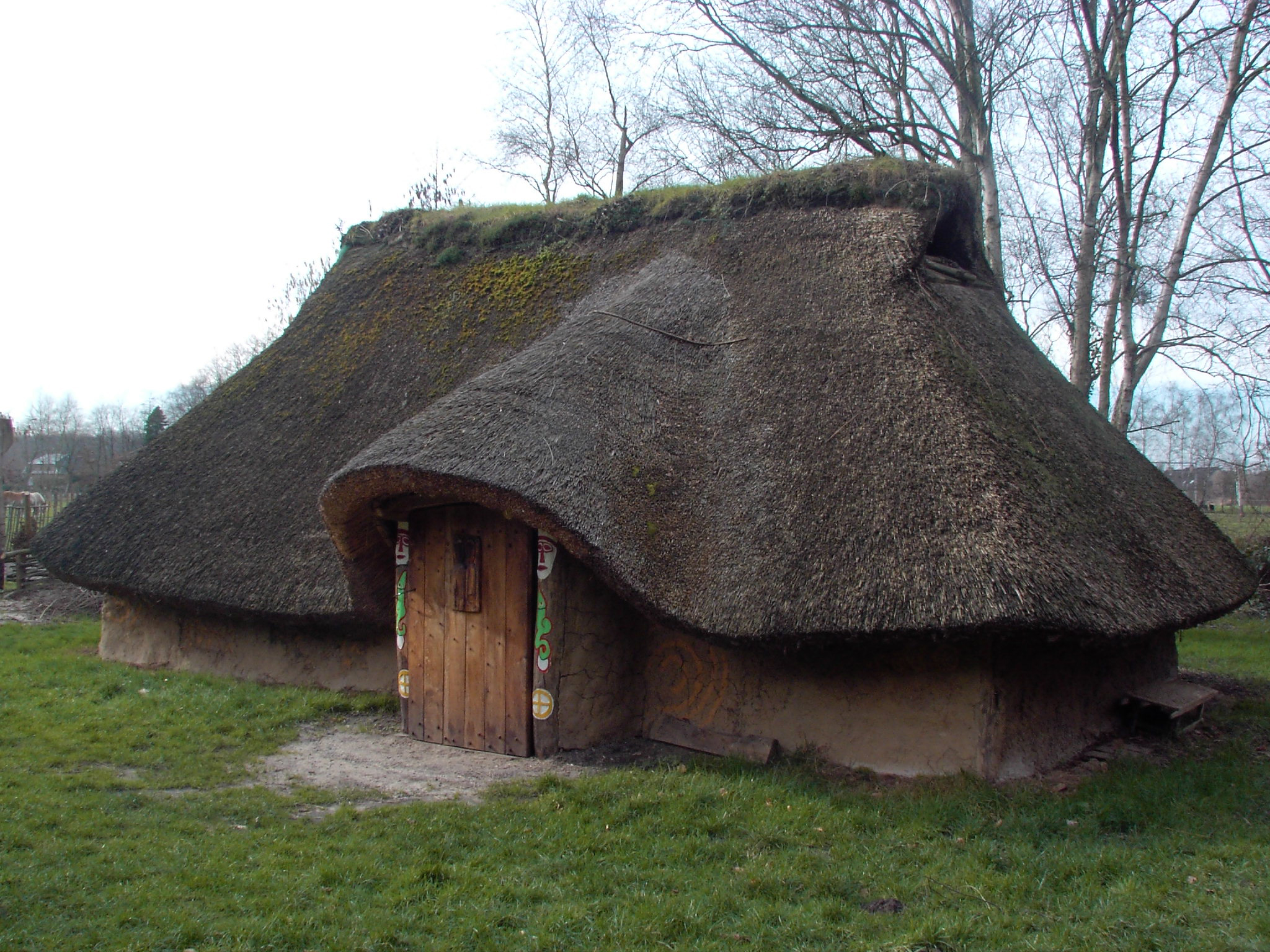
Rekonstruált menapius lakóhely Destelbergenben.

Menapiusok vagy Menapiik, ókori belga népcsoport Galliában. Eleinte a Rajna mindkét partján éltek, később azonban a tencterusok és az usipiusok a folyó bal partjára, a torkolat közelébe szorították őket. A belgák felkeléséhez 25 000 emberrel járultak hozzá. Területükön volt a Castellum Menapiorum (ma Cassel), Roermonde és Venloo közt a Maas partján. Julius Caesar említi őket.

## Külső hivatkozások
- GALLISCHE HOEVE vzw (holland nyelven). gallischehoeve.be. (Hozzáférés: 2010. november 20.)
- Menapius (angol nyelven). latin-dictionary.org. (Hozzáférés: 2010. november 20.)[halott link]